# Милт Томпсън
Милтън Орвил „Милт“ Томпсън (на английски: Milton Orville "Milt" Thompson; 4 май 1926 – 6 август 1993) е американски тест пилот и инженер. Астронавт на USAF и участник в Програмата X-15. Автор на две книги за началото на космическата ера в САЩ.

## Образование
Милт Томпсън е завършил щатския университет в Сиатъл, Вашингтон през 1953 г. с бакалавърска степен по инженерство. След това завършва школа за запасни офицери към Резерва на USN.

## Тест пилот
След дипломирането си, М. Томпсън започва работа като изпитателен инженер в централата на Боинг в Сиатъл, Вашингтон. На 19 март 1956 г. постъпва в НАСА. Става тест пилот през януари 1958 г. От 16 август 1963 г. до 12 юли 1966 г. е летец-изпитател на Northrop M2-F2, на който осъществява 47 полета. По-късно участва и в разработки по програмата Спейс шатъл.

## В Програмата Х – 15
През 1960 г. М. Томпсън е избран от USAF в програмата X-20 Dyna-Soar, заедно с още шестима тест пилоти. Той е единственият цивилен в тази селекция. Тъй като по това време НАСА осъществява програмата Мъркюри и полета на американец в космоса става действителност, програмата на USAF X-20 Dyna-Soar е прекратена. Томпсън е привлечен като тест пилот в Програмата X-15. Той извършва първия си полет на ракетоплана на 29 октомври 1963 г. В рамките на Програмата Милт Томпсън осъществява 14 полета. Най-добрите му постижения са: максимална скорост 3712 мили/час (5973 км/час) (Max 5.48) и максимална достигната височина 40,5 мили (65,2 километра).

## Административна кариера
След прекратяване на активната летателна дейност през 1967 г., Милт Томпсън започва работа в научния център на НАСА. От 1970 г. работи като главен инженер по космически транспортни системи. През 1975 г. става ръководител на същия научен сектор и остава на тази длъжност до смъртта си на 6 август 1993 г.

## Награди
1. Медал на НАСА за отлична служба.
2. Голямата награда на Американската асоциация на експерименталните тест пилоти.
3. Мемориал Айвън Кинкелоу.
4. Специална награда на Американския институт по аеронавтика и астронавтика.

В Аерокосмическата зала на славата е приет през 1993 г.